# Les Essarts-le-Vicomte
Les Essarts-le-Vicomte är en kommun i departementet Marne i regionen Grand Est (tidigare regionen Champagne-Ardenne) i nordöstra Frankrike. Kommunen ligger i kantonen Esternay som tillhör arrondissementet Épernay. År 2022 hade Les Essarts-le-Vicomte 135 invånare.

## Befolkningsutveckling
Antalet invånare i kommunen Les Essarts-le-Vicomte
| Referens: INSEE |